# Franciscus Plante

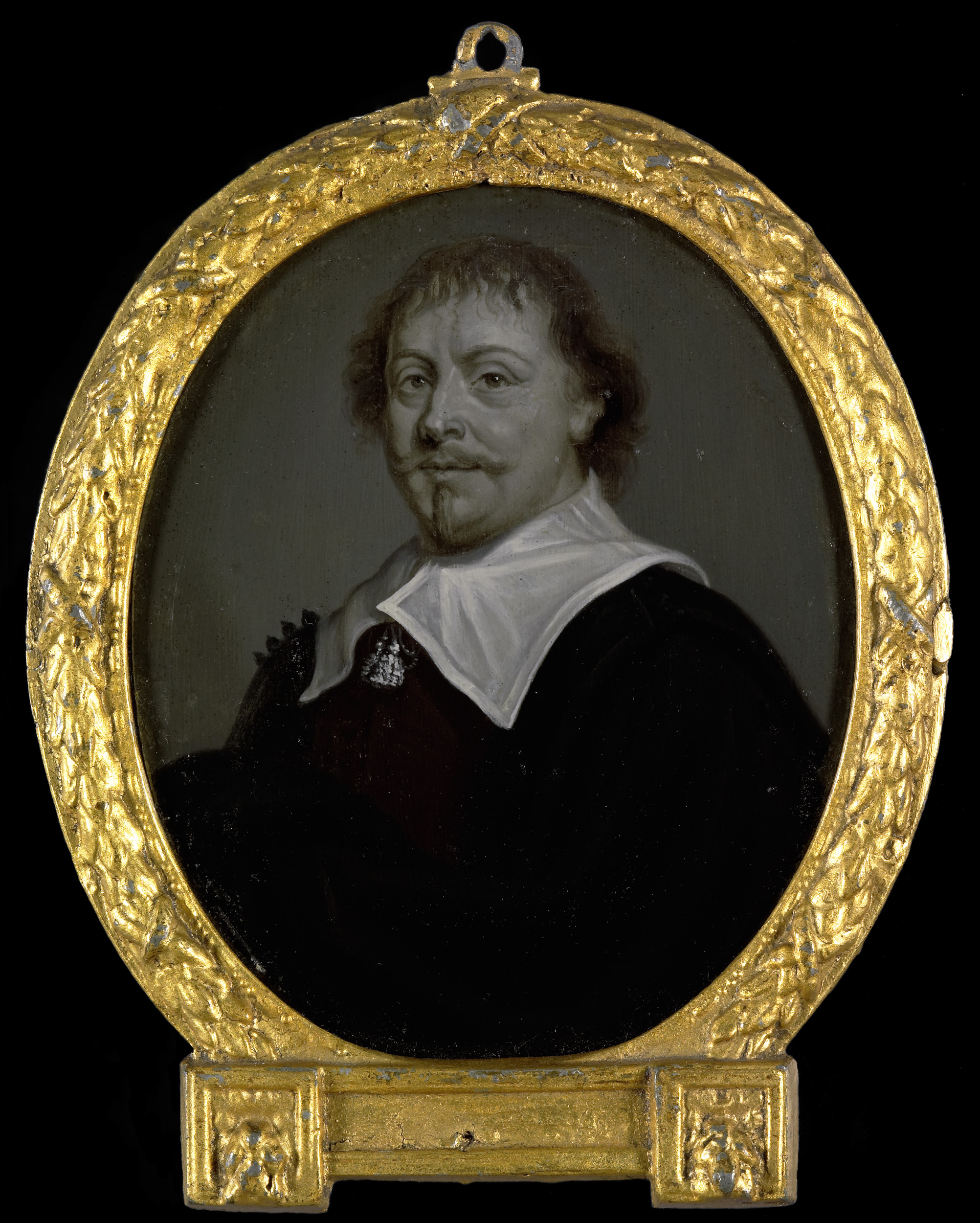
Franciscus Plante

Franciscus Plante (Brugge, 21 april 1613 - Breda, 1690) was een protestants predikant en episch dichter uit de Nederlanden.

## Levensloop
Hij was een van de kinderen van Martinus Plante en Anna Verhaghe en werd in de Sint-Jacobskerk gedoopt. Hoewel in het katholieke Brugge geboren, bekende Plante zich al vroeg tot het calvinisme. Na de middelbare school trok hij naar de Universiteit van Oxford, waar hij promoveerde tot doctor in de godgeleerdheid.
In 1636 werd hij hofpredikant bij prins Johan Maurits van Nassau-Siegen. Hij vergezelde hem toen hij tot gouverneur-generaal van Nederlands-Brazilië werd aangesteld.
In 1647 was hij weer in Nederland en werd predikant in Strien. In 1653 werd hij predikant in Zevenbergen, als adjunct van Erasmus Paludanus. In 1657 werd hij naar Breda geroepen, om er als predikant Martinus Lydius op te volgen. Hij werd meteen ook docent godsdienstwetenschappen en werd tot hoogleraar bevorderd. Het is in deze stad dat hij overleed. Hij was getrouwd en had verschillende kinderen.
Als Latijns dichter maakte hij zich  bekend door zijn Mauritiados libri XII. Het was een episch lofdicht op de exploten van prins Johan-Maurits. Het werk verscheen in een fraaie in-folio-uitgave, op kosten van de prins. Het werd door Casparus Barlaeus geprezen maar door Nicolaas Heinsius in zijn Saturnalia belachelijk gemaakt, die hem als "hielenlikker" bestempelde. Ook Jacob Hendrik Hoeufft en Petrus Hofman Peerlkamp oordeelden ongunstig over dit gedicht. Voor de geschiedenis was het nochtans niet zonder waarde, omdat het informatie verstrekte over de activiteiten van de prins.

## Publicaties
- Mauritiados libri XII cum figuris elegantissimis, Leiden, 1647.
- Verjaardagh van (...) de Princesse Douarière van Oranje, geviert den 18 Aug. 1675, Amsterdam.
- Epigrammata Sacra in Confessioem fidei religionis Reformatae et Catechesins, Leiden, 1679.
- Bredae venerabili admodum et spectalissinae synodo Suyt-Hollandiae Bredae jam primum congregatae salutem et benedictionem, a primo salutis et benedictionis, a primo salutis et benedictionis fonte Deo ter optimo maximo, ex animo precatur senatus populusque Bredanus. Anno Domini 1686, Breda, Cornelius Seldenslagh, 1686.
- Regis Guililemus. III expeditiones Britannicae, Breda, 1689.